# Heliconius temerinda
Heliconius temerinda är en fjärilsart som beskrevs av William Chapman Hewitson 1873. Heliconius temerinda ingår i släktet Heliconius och familjen praktfjärilar. Inga underarter finns listade i Catalogue of Life.